# Parahyliota serratus
Parahyliota serratus is een keversoort uit de familie spitshalskevers (Silvanidae). De wetenschappelijke naam van de soort werd in 1851 gepubliceerd door Smith.